# Gerhard Wolter Molanus

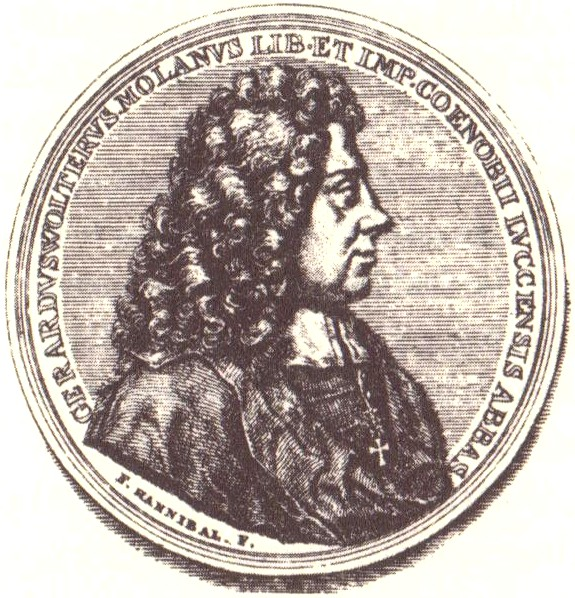
Gerhard Wolter Molanus,
Entwurf für eine Gedenkmünze …

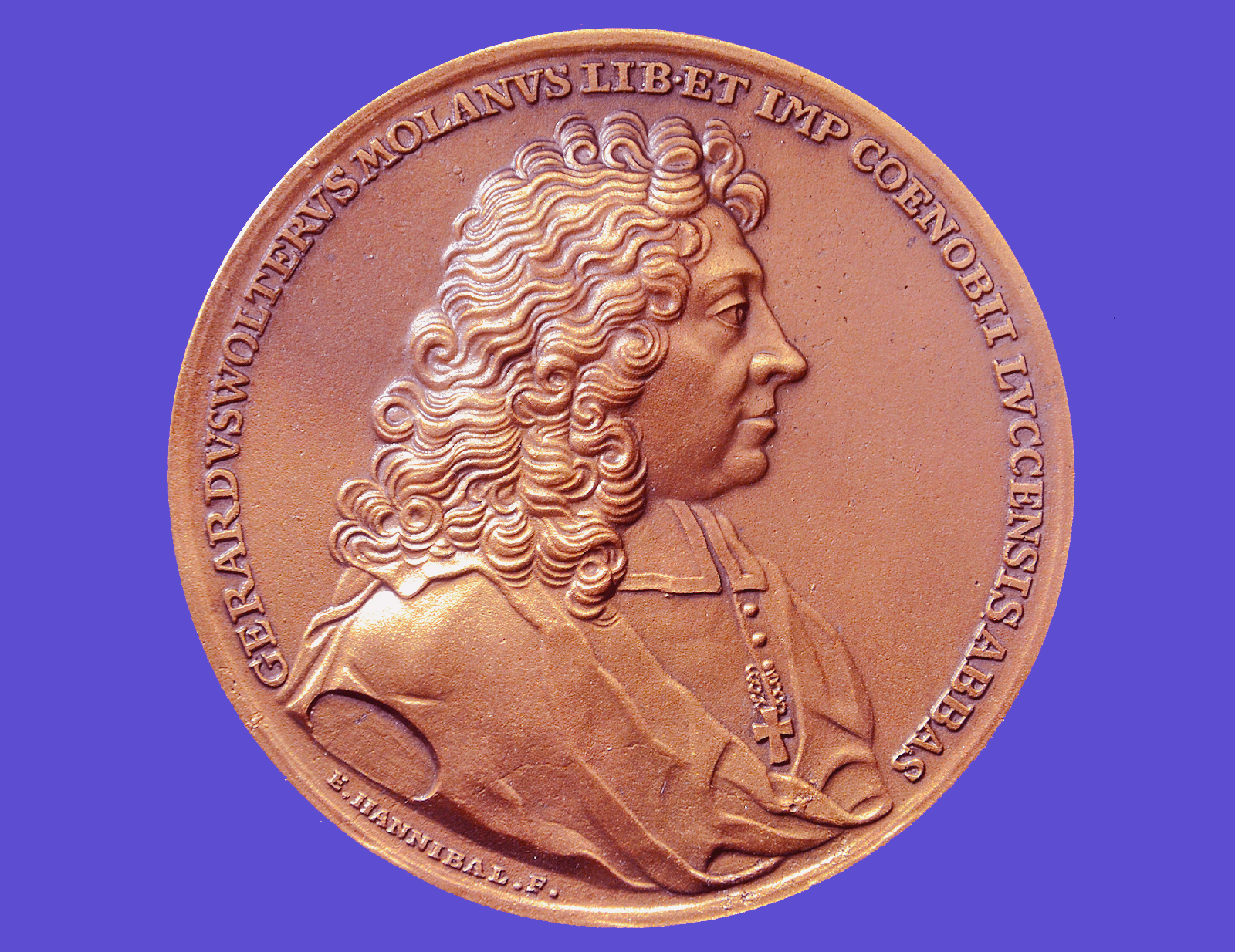
… und die Medaille des kurfürstlichen Medailleurs Ehrenreich Hannibal auf den Tod des Begründers der Münzsammlung der Welfen;
Replik von Harry Maximilian Buchberger für die Nord/LB, ausgestellt im Niedersächsischen Münzkabinett im Niedersächsischen Landesmuseum

Gerhard Wolter Molanus, eigentlich Gerhard Wolter von der Mülen (* 1. November 1633 in Hameln; † 7. September 1722 in Hannover), war ein Theologe und evangelischer Abt des Klosters Loccum.

## Leben

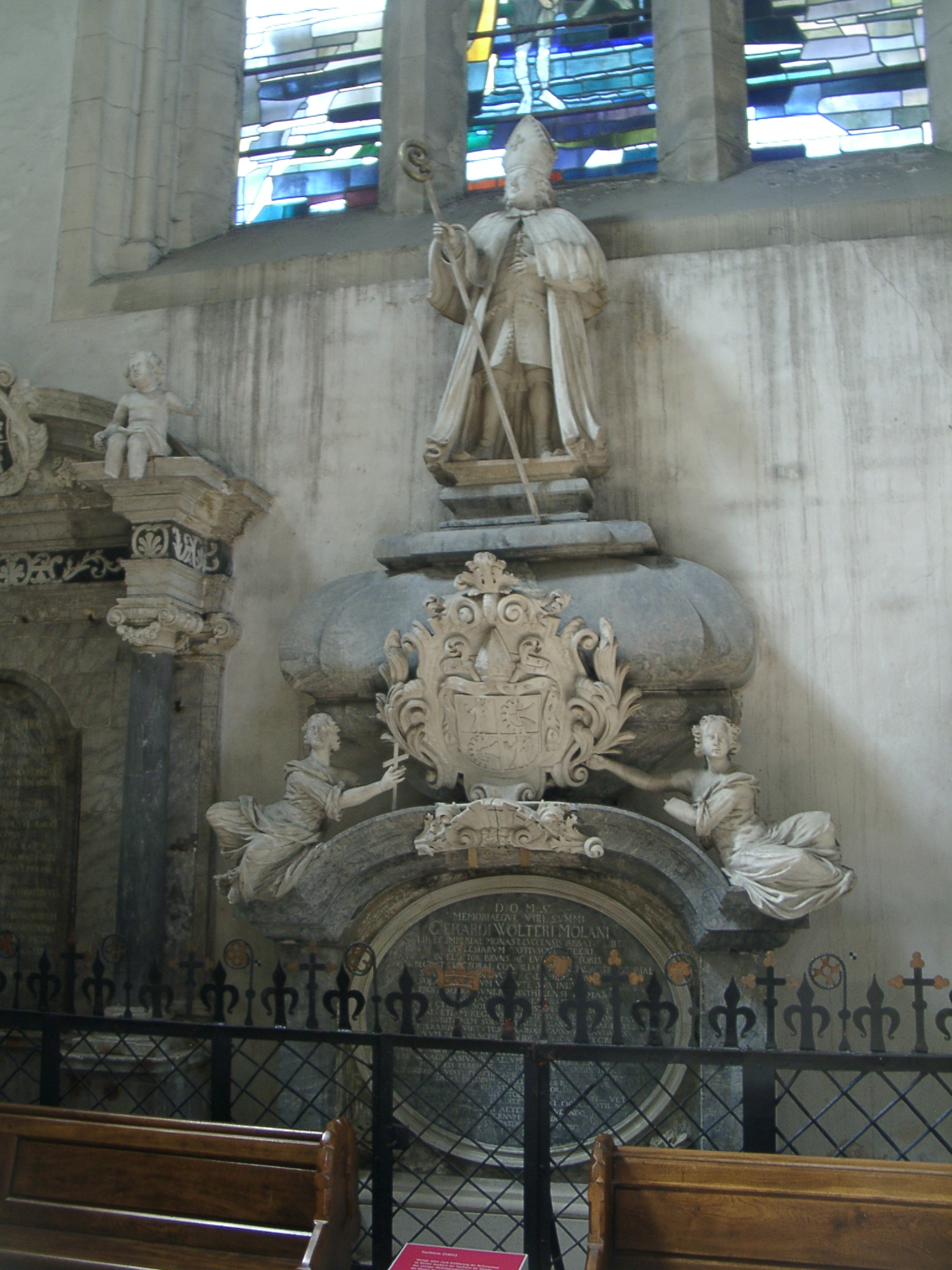
Grabmal in der Abteikirche des Klosters Loccum

Gerhard Molanus studierte an der Universität Helmstedt bei Georg Calixt, wurde 1659 Professor der Mathematik an der Universität Rinteln, dann 1664 der Theologie und schließlich 1671 Konventual des Klosters Loccum, 1672 Koadjutor des dortigen Abts Johann Kotzebue, 1674 Konsistorialdirektor, schließlich 1677 selbst Abt. Von 1674 bis 1680 war er auch Generalsuperintendent der Generaldiözese Calenberg.
Molanus war in den von ihm betriebenen Reunionsverhandlungen mit der katholischen Kirche seiner Zeit voraus. Er lehnte jedoch ab, als der konvertierte Herzog Johann Friedrich ihn 1676 zur Konversion und Amtsnachfolge von Valerio Maccioni als Apostolischer Vikar des Nordens zu bewegen suchte. Seit 1679 verhandelte er mit Christoph de Rojas y Spinola, Jacques Bénigne Bossuet, Niels Stensen, Gottfried Wilhelm Leibniz und anderen, „ob die Lehrunterschiede zwischen den christlichen Kirchen tatsächlich kirchentrennend sein müssen. Molanus schlug vor, dass zuletzt ein neues Universitätskonzil die strittigen Fragen klären sollte. Letztlich scheiterten die Gespräche, weil Molanus das Gewicht der Lehrunterschiede für die Identität der einzelnen Konfessionen unterschätzte und weil ihm die beteiligten Fürsten die politische Unterstützung entzogen, die sie ihm anfänglich gewährt hatten.“ (Otte 2002, S. 259)
Molanus starb in Hannover, in dem von ihm bewohnten Abtshaus des Loccumer Hofes, dem Stadthof der Loccumer Mönche, und wurde im Kloster Loccum begraben. Sein von ihm selbst entworfenes Grabmal ist erhalten. Der Nachlass und die bedeutende Privatbibliothek wurden 1728/29 von der Königlichen Bibliothek Hannover, der heutigen Gottfried Wilhelm Leibniz Bibliothek, erworben und gehören mit ihren Rara und Unica zu den größten Bücherschätzen dieser Bibliothek (es gibt den gedruckten, 789 Seiten umfassenden Verkaufskatalog). Die schon zu seinen Lebzeiten berühmte Münzsammlung wurde 1745 von den Erben verkauft und zählt heute zu den wichtigen Beständen der Münzkabinette in Gotha und im Landesmuseum Hannover.
In Hannover-Kirchrode und in Hameln ist je ein Molanusweg nach ihm benannt.

## Werke
- Lipsanographia Sive Thesaurus Reliquiarum Electoralis Brunsvico Luneburgicus. Hannover 1697 (Beschreibung des Welfenschatzes)

Digitalisat der lateinischen Ausgabe von 1724, Sächsische Landesbibliothek – Staats- und Universitätsbibliothek Dresden

### Kurzbiografien
- Irene Lange: Molanus, Gerardus Wolterus. In: Neue Deutsche Biographie (NDB). Band 17, Duncker & Humblot, Berlin 1994, ISBN 3-428-00198-2, S. 719 f. (Digitalisat).
- Hans Otte in: Dirk Böttcher, Klaus Mlynek, Waldemar R. Röhrbein, Hugo Thielen: Hannoversches Biographisches Lexikon. Von den Anfängen bis in die Gegenwart. Schlütersche, Hannover 2002, ISBN 3-87706-706-9, S. 258–259.
- Eckhard Reichert: Molanus, Gerhard Wolter. In: Biographisch-Bibliographisches Kirchenlexikon (BBKL). Band 6, Bautz, Herzberg 1993, ISBN 3-88309-044-1, Sp. 33–35 (Artikel/Artikelanfang im Internet-Archive).
- Julius August Wagenmann: Molanus, Gerhard Wolter. In: Allgemeine Deutsche Biographie (ADB). Band 22, Duncker & Humblot, Leipzig 1885, S. 86–90.

### Molanus' Bibliothek und Münzkabinett
- Bibliotheca Gerardina, sive Catalogus librorum selectissimorum in omni fere doctrinæ genere, qvos magno studio, nec minori sumtu collegit B. Gerardus Wolterus Molanus, Liber. & imperial. monasterii Luccensis Abbas, … Natus die 22. Octobris 1633. Mortuus die 7. Septembris 1722. Bibliotheca hæc, certa pecuniæ summa, divendita, & bibliotecæ Regiæ atq[ue] Electorali Hannoveranæ est inserta, Anno 1729. Hannoveranæ 1729. (Vorhanden in der Gottfried Wilhelm Leibniz Bibliothek, Signatur: Bu 3062)
- Reiner Cunz: Numismatik zwischen Haushistoriographie und fürstlicher Sammellust. Dargestellt am Beispiel des ehemaligen Königlichen Münzkabinetts zu Hannover und seiner Betreuer, 1745–1945 (= Museum für Hamburgische Geschichte, Abt. Münzkabinett [Hrsg.]: Numismatische Studien. Heft 11). Gietl, Regenstauf 1996, ISBN 3-924861-16-1.